# Euscorpius alpha
Euscorpius alpha (лат.) — вид скорпионов из семейства Euscorpiidae.
Эндемик южной Европы: альпийский горный пояс северной Италии (Пьемонт, Валле-д’Аоста, Ломбардия) и Швейцарии (западнее от реки Адидже). Чёрного цвета скорпионы размером около 3 см с крупными педипальпами. Тело толстое, ноги короткие. Впервые был описан в 1950 году итальянским арахнологом Людовико ди Капориаччо (итал. Ludovico di Caporiacco; 1901—1951). Ранее таксон рассматривался в качестве подвида E. germanus alpha в составе вида Euscorpius germanus (C. L. Koch, 1837). Молекулярно-генетический и аллоэнзимный анализ различных популяций E. germanus в альпийском регионе северной Италии и южной Швейцарии доказал наличие двух разных клад и выделение подвида, распространённого к западу от реки Адидже (Италия) в отдельный вид.